# Portrét hlavy státu

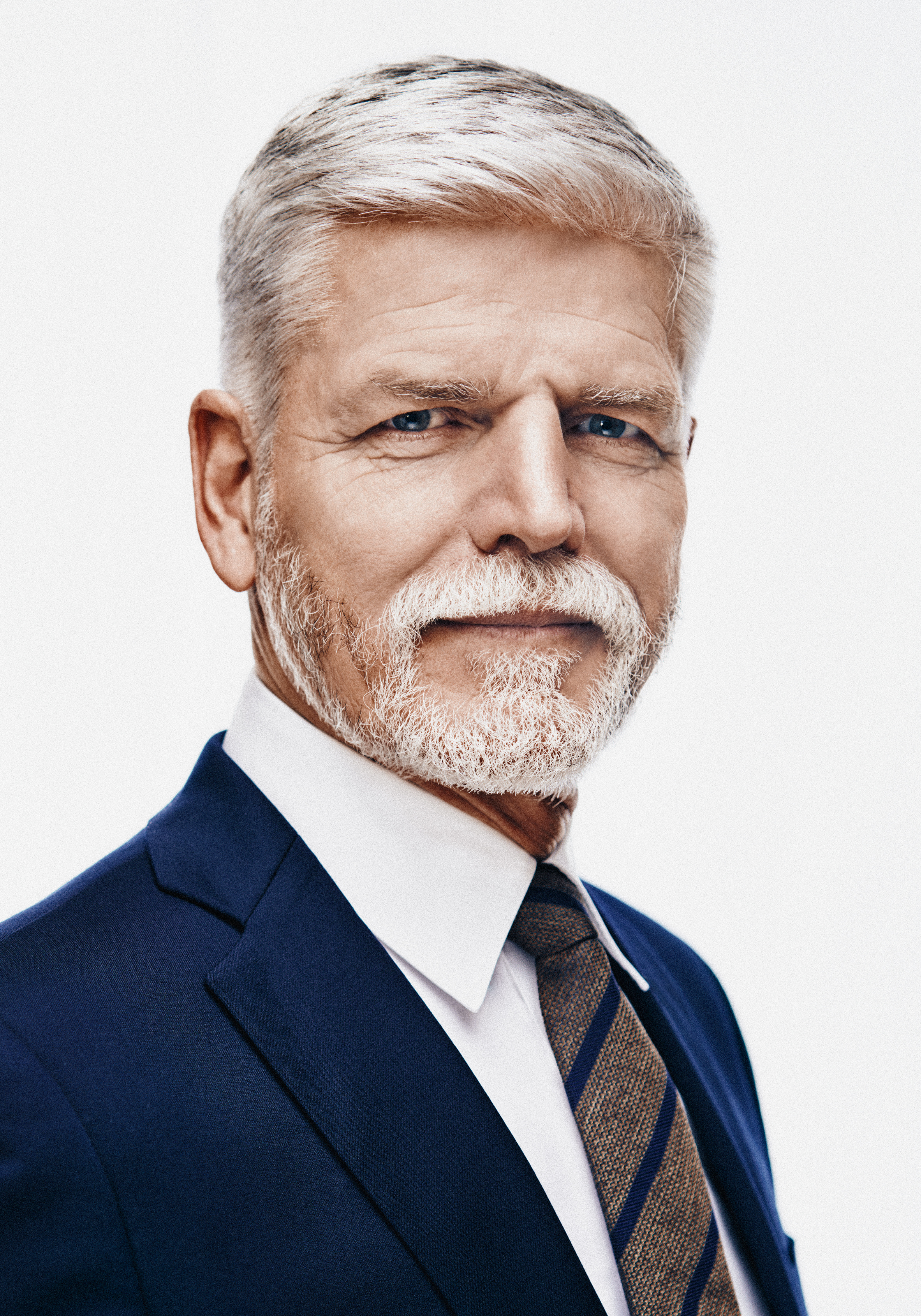
Oficiální portrét prezidenta České republiky Petra Pavla, 2023

Portrét hlavy státu je v mnoha zemích používán jako neoficiální státní symbol a bývá tradičně vyvěšen na zdech úředních budov.

## Příklady

### Česká republika
V České republice se tradičně vyvěšuje portrét prezidenta republiky na úřadech a ve školách. Tato tradice sahá do 60. let 19. století, kdy bylo v rámci podpory vlastenectví předepsáno, aby v každé školní třídě byla umístěna podobizna císaře Františka Josefa I. Na tuto tradici navázalo Československo a později Česko. Za prezidentství Václava Klause a Miloše Zemana od tradice vyvěšování portrétu mnoho orgánů upustilo. Po zvolení prezidenta Miloše Zemana v roce 2013 vyvolalo odpor narušení vizuální tradice oficiálního prezidentského portrétu, na který bylo zahrnuto gesto spojených rukou. Po zvolení prezidenta Petra Pavla opět vyvolala kontroverze podoba oficiálních portétů prezidenta, které opět vyvolaly různé reakce pro přílišné retušování vzhledu a přehnanou barevnost pozadí, která představovala styl pop-artu.
Tradičně jsou rovněž vydávány poštovní známky s portrétem prezidenta.

### Spojené státy americké
Ve Spojených státech amerických je portrét prezidenta vyvěšován ve více než 1600 federálních budovách, obvykle současně s portrétem viceprezidenta; v takovém případě platí, že portrét prezidenta je umístěn při čelním pohledu vlevo a portrét viceprezidenta vpravo. Portréty distribuuje Government Publishing Office, například po prezidentských volbách roku 2016 tento úřad vytiskl více než 65 000 portrétu prezidenta Donalda Trumpa a viceprezidenta Mika Pence.

### Velká Británie
Ve Velké Británii je portrét panovníka vyvěšen na místních úřadech, soudech, školách, policejních, hasičských a záchranářských stanicích.

### Severní Korea
V KLDR jsou portréty vůdce Kim Čong-una, jeho otce Kim Čong-ila a dědečka Kim Ir-sena nejen v úředních budovách, ale i na veřejných prostranstvích a rovněž je musí vystavit každá rodina ve svém domě. Jejich pošpinění a poničení je přísně trestáno.